# 토머스 A. 헨드릭스
토머스 앤드루스 헨드릭스(영어: Thomas Andrews Hendricks, 1819년 9월 7일 ~ 1885년 11월 25일)는 미국의 민주당 정치인으로 인디애나주의 연방 하원, 연방 상원, 지사를 지냈으며, 그로버 클리블랜드 대통령 아래 1885년 3월 4일부터 11월 25일 사망할 때까지 8개월간 21대 부통령을 지냈다.

## 초기 세월
오하이오주 풀턴에 있는 농장집에서 존과 제인 토머스 헨드릭스에게 태어났다. 겨우 6개월때 그는 그의 부모와 함께 부친의 형 윌리엄이 그 새로운 주의 연방 하원이자 곧 지사가 될 인디애나주로 이주하였다. 헨드릭스는 자신의 인생을 통하여 자신의 생각의 2개의 기둥으로 충실한 장로교 신자와 잭슨파 민주당원으로 자라왔다. 그는 장로교 운영의 하노버 칼리지에서 수학하여 자신이 평균적 학생이지만 숙련된 토론가임을 증명하였다. 졸업 후, 그는 법정으로 수용되어 셸비빌에서 법률을 실행하였다. 동년에 그는 인디애나주를 방문하고 있었던 오하이오주 출신의 활기있던 10대 소녀 엘리자 모건을 만났다. 일치의 2년 후에 그는 재정적으로 제안할 만큼 충분히 확보할 느낌이 들었고, 1845년 그들은 결혼하였다. 그들의 단 하나의 자식이 3세때 사망하였다. 이후의 세월에 옛 이웃은 헨드릭스가 엘리자 없이 자신의 정치적 성공을 이룰 수 있었던 가에 그가 의심하였다고 말하였다.
"그녀는 관대하고 현명하며 신중하다. 세상에 나가기 위해 태어난 사람은 항상 그런 여성과 결혼하여 그것이 나타난다."

## 노예제와 정치
항상 야망적이었던 헨드릭스는 정치에 뛰어들었다. 그는 1848년 인디애나주 연방 하원으로 선출되어 1849년 주의 헌법 집회에서 대표단으로 지냈고, 1850년 연방 상원에서 의석을 이겼다. 하원의 인기있던 의원이었던 그는 일리노이주 민주당 상원 스티븐 A. 더글러스의 신봉자가 되어 더글러스의 논쟁적 캔자스-네브래스카 법령을 지지하였다. 그 법령은 미주리 타협을 무효로 하였고, "국민 주권"으로 알려진 개념으로 노예제 허용 여부를 결심하는 데 영토들의 주민들을 허락하였다. 북부에서 대중의 분노는 옛 휘그당의 해산과 결국적으로 새로운 공화당의 출현에 결과를 가져온 정치적 불안정의 시기를 일으켰다. 헨드릭스는 캔자스-네브래스카 법령을 위한 자신의 투표가 그것이 후에 1854년 재선을 위한 자신의 패배의 원인으로서 인용되었어도 자신의 구성 요소의 감정을 반영하였다고 믿었다. 그는 자유 군인, 노예제 폐지론자, 절제 옹호자, 무지당과 휘그당원들의 연립을 대표한 전 민주당원에 의하여 반대되었다. 헨드릭스는 무지당 운동의 출생주의를 비난하였고 이민자들과 종교적 소수 민족들의 권리들을 방어하였다. 소수 민족의 권리들을 위하여 이 훌륭한 입장들에 불구하고, 그는 인종 문제에 맹목적이었다. 1849년 인디애나주 헌법 집회의 대표단으로서 그는 인종적 분리를 흥행하고 자유 흑인들의 주에 들어오는 이동을 제한시킨 "흑인법"을 제정하는 데 운동을 이끌었다.
의회에서 자신의 의석을 패한 후, 헨드릭스는 1855년 자신이 1859년를 통하여 보유한 직위로 내무부의 일반 토지국의 위원이 되는 데 프랭클린 피어스 대통령으로부터 임명을 받아들였다. 더글러스파의 민주당원으로서 그는 반더글러스파의 제임스 뷰캐넌 행정부와 점점 벗어나는 느낌이 들었고, 자신의 직무로부터 사임하여 인디애나주로 돌아와 1860년 주지사를 위하여 비성공적으로 출마하였다. 그는 그러고나서 인디애나폴리스로 이주하여 법률을 실행하였다.

## 친합중국파의 민주당원

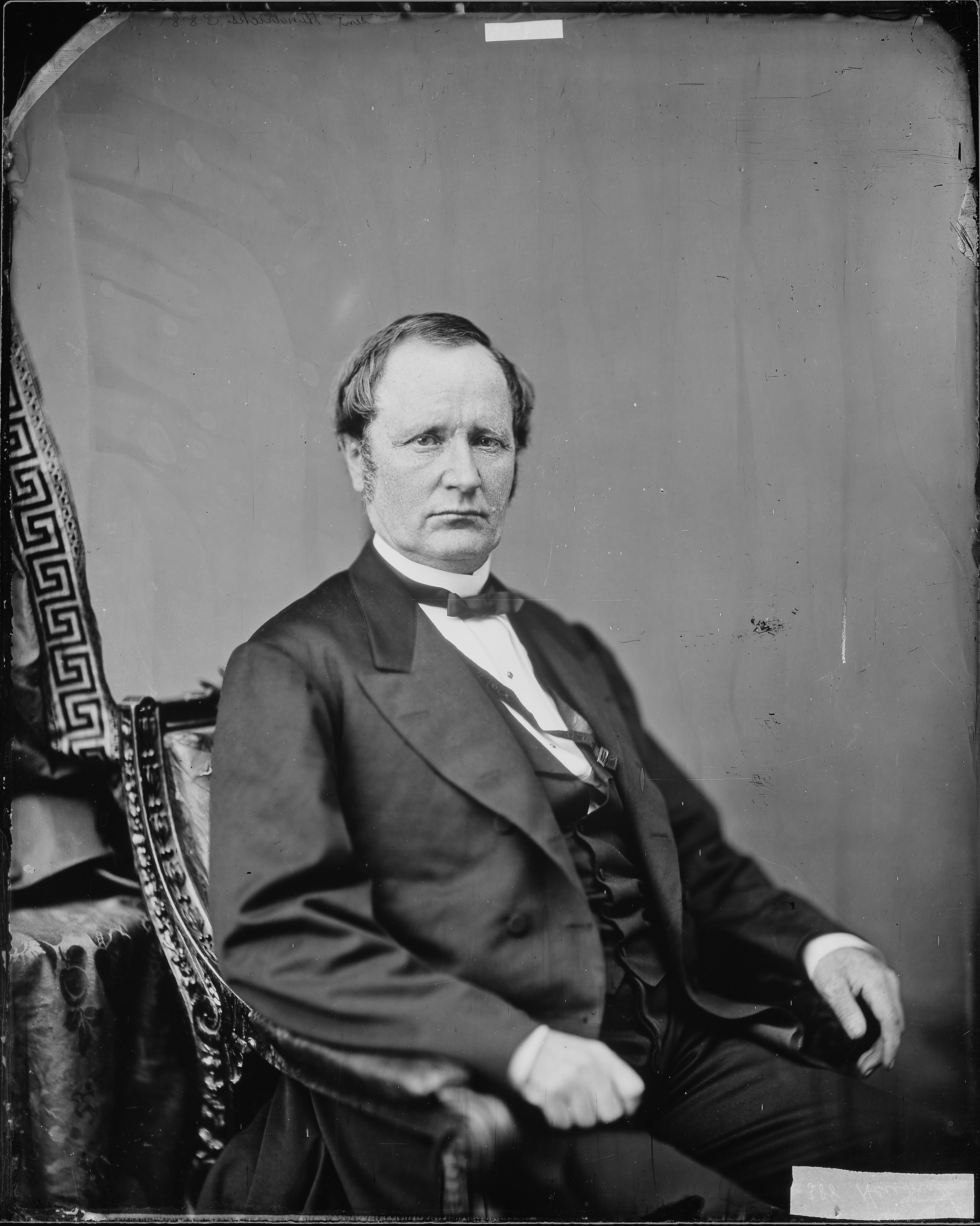
상원 시절의 헨드릭스 (1865년 경)

1861년 남북 전쟁이 터졌을 때 인디애나주에서 민주당은 평화와 친합중국의 당파들 사이로 분리되었다. 헨드릭스가 지도적인 "전쟁 민주당원"이 되었던 동안 상원의 임시 회장 제시 D. 브라이트는 당의 평화파를 지도하였다. 주의 민주당의 자신의 21년간 지배에 반대를 용납하지 않은 거만한 남자였던 브라이트는 자신이 "아메리카 연합국의 대통령"으로서 제퍼슨 데이비스에게 제출한 편지를 써 연합국이 인디애나주 제조업자로부터 총을 배입하는 것을 추천한 것이 발견된 후, 1862년 2월 상원으로부터 쫓겨났다. 브라이트는 인디애나주 입법부가 그를 재선시킬 것을 기대하였으나 재판관 데이비드 터피는 그의 기간의 남은 몇달을 채우는 데 선택되었다. 입법부는 다음 완전한 기간 동안 의석을 차지하는 데 헨드릭스를 선출하였다. 그 후에 브라이트는 자신의 패배를 헨드릭스에 비난을 하였다.
주의 입법에서 평화파 민주당원들이 반전 결의를 통과시키려고 했을 때 친합중국파 당원들이 탈당하였다. 헨드릭스는 평화 운동이 당을 불신임할 것이라고 승인하였고, 그는 결의들을 꺾는 데 충분한 친합중국파 민주당원들이 있었다는 것에 확실히 하는 데 입법부와 함께 충분히 익숙하였다. 그의 추리와 인원수 둘다를 받아들인 탈당자들은 자신들의 의석들을 다시 차지하였고, 평화 결의들을 꺾었다.
헨드릭스는 1863년 상원으로서 자신의 선서를 하여 33명의 공화당원들을 향한 단 10명의 민주당원들 중의 하나가 되었다. 그는 곧 상원에서 자신의 당의 승인된 당수로서 역할을 맡았다. 헨드릭스는 철저한 당파였다. 훗날의 인디애나주 민주당 상원 대니얼 부어히스는 후에 "그의 소유의 정치적 본성들에 중성 색조들이 없었다."고 후에 소감을 남겼다. 그러나 공화당 상원들 마저 그의 연설들이 잘 준비되었고, 만약 한명이 그의 모든 전제를 받아들인다면 그의 주장들이 그럴듯 하였다고 인정하였다. 헨드릭스의 상원 경력을 평가한 저널리스트 A. K. 매클루어는 후에 "많은 덜 충실하거나 덜 신중한 남성들이 자신들의 정치적 미래에 관하여 절망적인 난파선을 만들었을 때 그는 전쟁의 가장 힘든 시간에 민주당 상원이었으나 헨드릭스 씨의 기록은 가장 가혹한 시험을 견뎌냈고 그 이후로 순위가 범죄로서 당파의 실수로부터의 자유가 눈에 띈다."고 말하였다.
에이브러햄 링컨 대통령은 헨드릭스 같이 전쟁 민주당원들의 성원을 길렀다. 1865년 3월 의회가 휴회하는 데 준비하면서 헨드릭스는 자신에게 "우리는 정치에서 달랐습니다, 헨드릭스 상원, 그러나 당신은 행정부를 공정하게 대했습니다."라고 말한 대통령에게 마지막 방문을 하였다. 전쟁을 이은 의회적 남부의 재건의 시기 동안 헨드릭스는 링컨이 웨이드-데이비스 법안 같은 급진적 재건 조치를 반대한 것을 공화당 상원들에게 생각나게 하는 데 기회를 전혀 놓치지 않았고, 아메리카 합중국으로 남부 주들의 빠른 복귀를 원하였다. 헨드릭스는 노예제가 헌법적으로 폐지되었을 때까지 도망노예법을 폐지하는 것을 견실히 반대하였고, 투표하는 데 권리를 얻는 것으로부터 아프리카계 미국인들을 막으려고 하였다. 헨드릭스는 "난 우리가 같은 인종이 아니다는 것을 말한다."며 "우리는 하나의 정치 공동체를 구성해서는 안되는 매우 다르다."고 선언하였다.
헨드릭스는 전쟁이 일어난 동안 친남부적인 사람으로서 낙인이 찍히지 않는 데 몇몇의 현저한 민주당원들 중의 하나로 나타났다. 결과로서 그의 이름은 1868년 민주당 전당 대회를 위하여 생겼다. 그는 뉴욕주지사 호레이쇼 시모어에게 후보 지명을 패하였으나 인디애나주로 돌아가 주지사를 위하여 나가는 데 후보로 지명되었다. 가을에 시모어와 헨드릭스는 둘다 패하였다. 헨드릭스는 자신의 법률 실행으로 복귀하였고, 민주당의 행운들의 부흥을 위하여 자신의 시간을 요구하였다. 1872년 미국 대통령 선거를 향하여 전 아이오와주 상원 오거스터스 C. 도지는 헨드릭스를 "가치있고 유능하며 우수한 남자"로서 추천하였다. 그는 자신이 헨드릭스가 동부에서 잘 나갈 것이라고 의심했어도 인디애나주의 사람을 위하여 중서부를 통하여 강한 지지가 있었다고 믿었다. 민주당원들은 대신 율리시스 S. 그랜트 행정부의 부패에 반대한 자유주의 공화당원들과 함께 제휴 공천 후보에 대통령을 위하여 편심적인 신문 편집자 호러스 그릴리를 지명하였다. 동년에 인디애나주의 민주당원들은 주지사를 위하여 다시 나가는 데 헨드릭스를 지명하였고, 그릴리가 압도적인 패배로 내려갔던 동안 헨드릭스는 인디애나주지사 직을 이겼다.

## 틸던-헨드릭스 공천 후보
그 중요한 활동 범위 상태에 그의 승리는 헨드릭스를 1876년 민주당 대통령 후보 지명을 위하여 선두 주자로 만들었다. 하지만 따라진 1873년 대불황과 만연한 경제 위기 후에 헨드릭스는 농업 개혁과 "어음"과 함께 공개적으로 확인되었다. 화폐 개혁자들은 화폐의 전후 통화의 수축이 경제 공황을 일으켰고, 그린백의 배급을 통하여 화폐의 인플레이션 혹은 증가한 은화의 주조가 농부들이 자신들의 빚을 갚는 비용들을 낮출 것이라고 믿었다. 그런 주장들은 회원들이 건전한 금본위제의 통화를 지원한 동부의 금융계에 두려움을 가하였고, 통화의 아무 하락이 채권자들에게 정당한 투자 수익을 빼앗을 것이라고 믿었다. 민주당 안에 경화의 요소는 어떤 범위들에서 "큰 저당물"로 알려진 새뮤얼 J. 틸던의 후보 지명 뒤에 집결하였다. 틸던에 균형을 잡는 데 당은 부통령을 위하여 어음의 헨드릭스를 후보로 지명하였다.
공화당 후보인 오하이오주지사 러더퍼드 B. 헤이스는 헨드릭스의 인디애나주를 제외한 모든 중서부의 주들을 획득하였다. 선거의 밤에 틸던-헨드릭스 공천 후보가 일반 투표와 선출 투표 둘다를 이겼다고 나타났으나 아직도 재건 정부에 의하여 지배된 3개의 주들에서 결과는 분쟁에 남아있었다. 공화당원과 민주당원들은 둘다 이 선출 투표들을 단언하였다. 선출 투표 계산에 공화당 상원과 민주당 상원 사이에 교착 상태가 발생했을 때 양당은 특별 선거인 위원회를 세우는 데 마지못해 동의하였다. 위원회에 공화당원들은 8 대 7의 다수를 얻었고, 똑바른 당의 투표에 의하여 특별 선거인 위원회는 대통령으로서 선서된 헤이스에게 분쟁의 선출 투표들의 전부를 할당하였다. 새로운 내란을 피하는 데 틸던과 헨드릭스는 결과를 받아들였으나 그 후에 민주당원들은 선거가 그들로부터 훔쳐진 것을 기소하였다.

## 병에 걸리다
선거의 실망 후에 헨드릭스와 그의 부인은 유럽을 통하여 장기적 여행과 함께 자신들을 위로하였다. 그는 자신의 법률 실행으로 돌아와 하루의 문제들에 지속적으로 터놓고 말하였다. 인디애나주의 주민들은 헨드릭스의 전기작가들 중에 하나가 적어두면서 "연설을 사랑하는 주민들"이었고, 큰 관중들은 항상 그의 연설에 나타났다. 1880년 인디애나주는 다시 한번 대통령을 위하여 헨드릭스를 후원하였으나 그가 아칸소주 핫스프링스에서 휴가를 즐기고 있던 동안 헨드릭스는 뇌졸중을 겪었다. 2년 후에 그는 하나의 발에 절름발이가 되었다. - 헨드릭스의 빈법한 대중 연설 참여에 관하여 저널리스트 벤저민 펄리 푸어에 의하여 결과는 다음과 같이 단언되었다.

그가 자신의 오른발의 끝에 앞으로 구부리는 버릇이 있던 동안 그 위에 전체 무게를 달았다.  그의 발가락 중 하나에 붓기가 생긴 그의 오른쪽 신발의 압력으로부터 ... 24 시간에 단독이 발생하였고, 그것은 그가 회복한 6개월간 병이 걸렸던 후의 만이었다.  그러나 그는 항상 나중에는, 특히 자신이 피곤했을 때 다소 절름발이였다.

1884년 미국 대통령 선거가 접근하면서 또한 마비성 뇌졸중을 겪은 새뮤얼 J. 틸던은 자신의 옛 러닝메이트 토머스 헨드릭스가 틸던-헨드릭스의 1876년 공천 후보의 반복을 원했다는 것을 신문 기자에게 언급하여 "내 약점을 고려하면 궁금하지 않습니다."라고 말하였다. 틸던은 민주당의 후보 지명을 활짝 열어 놓은 경주로부터 자신의 철회를 공고하였다. 아무도 헨드릭스가 1884년 후보 지명을 위하여 유효했다는 것을 의심하지 않았으나 1868년 이래 모든 대통령 선거에서 그의 지속적인 가용성은 그의 후보직을 평가 절하하였다. 당은 그들을 연합하여 소수에서 많은 세월 후에 승리로 그들을 지도하는 데 새로운 얼굴을 찾았다. 헨드릭스는 "과도한 야망"의 남자로서 면직되었다.

## 클리블랜드-헨드릭스 공천 후보

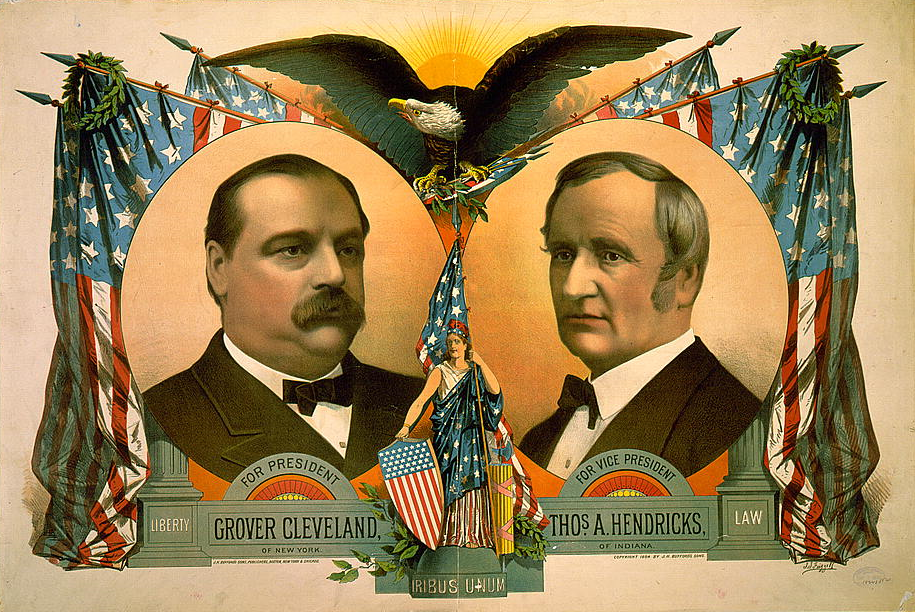
1884년 그로버 클리블랜드와 헨드릭스의 대선 운동 포스터

헨드릭스는 후보로서 아닌 오히려 전 인디애나주 상원 조지프 E. 맥도널드를 지명할 대표로서 1884년 민주당 전당 대회에 참석하였다. 대회에서 그의 출연은 그가 승리를 빼앗긴 1876년의 "옛 공천 후보"를 대표한 이래 열광적인 박수를 받았다. 대회가 뉴욕주의 개혁 지사 그로버 클리블랜드를 지명하여 전진하면서 클리블랜드의 상대들 - 특히 뉴욕의 태머니 홀은 헨드릭스는 상대가 연합할 수 있던 자의 주위에 유일한 남자였다고 결론을 내렸다. 그들은 다음날 헨드릭스에게 대회에 박차를 가하는 데 전략을 계획하였다. 인디애나주가 겨우 그에게 투표하면서 헨드릭스는 대표단들을 향한 문을 통하여 대회의 홀에 들어갔다. 태머니 홀의 두목 존 켈리와 그의 부하들이 자신들의 자리에서 뛰어내려 헨드릭스를 위하여 소리치기 시작하면서 밴드가 곡을 붙였다. 대표단들이 행렬하면서 헨드릭스는 고요히 앉았다. 인디애나주 상원 대니얼 부어히스는 "그의 근처에 있는 자들에게, 그는 자신의 길고 충실한 수훈들의 대중적인 승인을 조용한 방향에 즐기는 데 단순하게 나타났다."고 단언하였다.
클리블랜드의 관리인들이 음모의 바람을 얻어 대표단들에게 그들이 가짜 시위에 휘 말리지 않도록 경고하는 전갈을 보낸 것을 제외하고 이 전술들은 효과가 있었을 것이다. 클리블랜드의 지지자들은 뉴욕주가 민주당의 승리를 위하여 본질적이었고, 경화의 개혁 주지사 클리블랜드가 "중도 정치가들"로 알려진 단체인 자유적 공화당 투표인들을 끌어들일 수 있었다고 주장하였다. 이 주장들은 우세하였고, 2번째 비밀 투표의 말기에 클리블랜드에게 후보 지명을 주는 데 충분한 다른 주들에 의하여 따라진 일리노이주가 클리블랜드를 위하여 그 투표를 늘였을 때 헨드릭스의 붐이 흔들렸다. 헨드릭스는 다시 한번 경화의 대통령 후보에 균형을 잡고, 인디애나주의 활동 범위 상태를 수행하는 약속을 제공하는 데 부통령 후보 지명과 함께 보상을 받았다.
승리의 전망은 헨드릭스를 활기 띠게 하였고, 그는 용감하게 선거 운동을 벌여 미국 정치 역사에서 "가장 더러운" 선거 운동으로서 가끔 묘사된 것에 "공천 후보를 위한 힘의 옹호자"를 증명하였다. 일리노이주에서 선거 운동을 벌인 동안 그는 현직 공화당 행정부를 공격하여 태미니 홀에 의하여 탈당을 막는 도움을 주었고, 자신의 연설들로 큰 관중들을 끌어 극적으로 늦은 밤 열차의 잔해를 살아 남았다. 헨드릭스는 "세련된 지도자"로서 칭송을 얻었다. 그는 5 피트, 9 인치의 키로 "뚱뚱하지는 않지만 균형이 잘 잡히고 튼튼한 몸매"로 묘사되었다. 그의 한번 밝은 머리털은 백발로 변하였고, 그는 "옅은 회색이었던 최소한의 측면 수염을 가졌고, 그의 안색은 머리 카락"이다. 대회에서 자신이 "쉽고, 예의 바르고, 조심스럽고, 무례했던" 동안 연사로서 그는 명확하고 강력하였다.

## 이권 운동자들의 부통령
1884년 민주당원들은 1856년 이래 자신들의 첫 대통령 선거를 이겼고, 헨드릭스는 상원으로 복귀하여 사회자로서 한번 가엽게도 소수에 지냈다. 하지만 시작으로부터 헨드릭스는 좋은 의도이지만 제한된 시력과 함께 꼼꼼하게 정직한 사람인 클리블랜드 대통령과 자신이 사이가 나쁜 것을 찾았다. 농업 개혁을 흥행하는 데 경제에서 더욱 많은 정부의 중재를 장기적으로 요구한 헨드릭스와 달리 클리블랜드는 불간섭주의 경제를 주창하였고, 정부의 온정주의의 사소한 지시가 민족성을 훼손할 것이라고 생각한 사회 다윈주의자였다.
중도 정치의 개혁가들은 만약 펜들턴 법안에 의하여 최근에 설립된 공무원 제도를 확장시키려고 할 것을 보는 데 기다렸으나 권력의 오래 전에 민주당원들은 후원을 요구하였다. 맹렬했던 헨드릭스 부통령과 많은 민주당 상원들은 클리블랜드가 그들의 주의 당 조직들의 후원 요구들을 무시했을 때 대통령의 지휘를 "의지가 안 되는" 것으로 숙고하였다. 클리블랜드는 이 불만들을 옛 잭슨주의 이권 운동자들의 불평들과 그중에 자신이 부통령을 간주한 분노의 화폐 개혁자들로서 기각하였다. 그러나 1885년 한 여름까지 클리블랜드는 자신의 당 안에 반란의 위협에 휘둘렀다. 그는 자신의 공무원 개혁의 마음을 가진 우정 차관을 "실습적인 정치를 이해한" 전 일리노이주 의원 애들레이 E. 스티븐슨과 대체하였다. 자유 지배가 주어진 스티븐슨은 40,000개 이상의 직업들이 임자들을 바꾸었을 때까지 빠른 한번에 자격이 있는 민주당원들과 공화당 우정 장관들을 대체하였다.
인디애나주 민주당 조직은 클리블랜드의 빈약한 후원과 함께 특히 그 불만에 관하여 노골적으로 숨김 없이 말하였고, 헨드릭스 부통령은 "이원 운동자들의 부통령"으로 알려지게 되었다. "이원 운동자"의 라벨은 헨드릭스를 괴롭혔다. 자신이 설명한 것을 알던 하나의 상원으로서 헨드릭스는 혐의는 "자신이 어쩌다 당의 근로자로 불리는 것을 사랑하면서 자신과 '소년들'이 전투의 열기와 먼지와 부담을 짊어졌던 동안 그늘과 수면에 머물고 싶었던 자"들로부터 왔다고 느꼈다.
9월에 헨드릭스는 인디애나주의 헌법 집회의 생존 일원들의 35 주년 재결합에 참석하고, 12월 의회의 다가오는 회의를 기대하며 쉬는 데 워싱턴 D. C.를 떠났다. 그해 11월 25일 인디애나폴리스에 있는 저택에서 66세의 나이로 사망하였다.

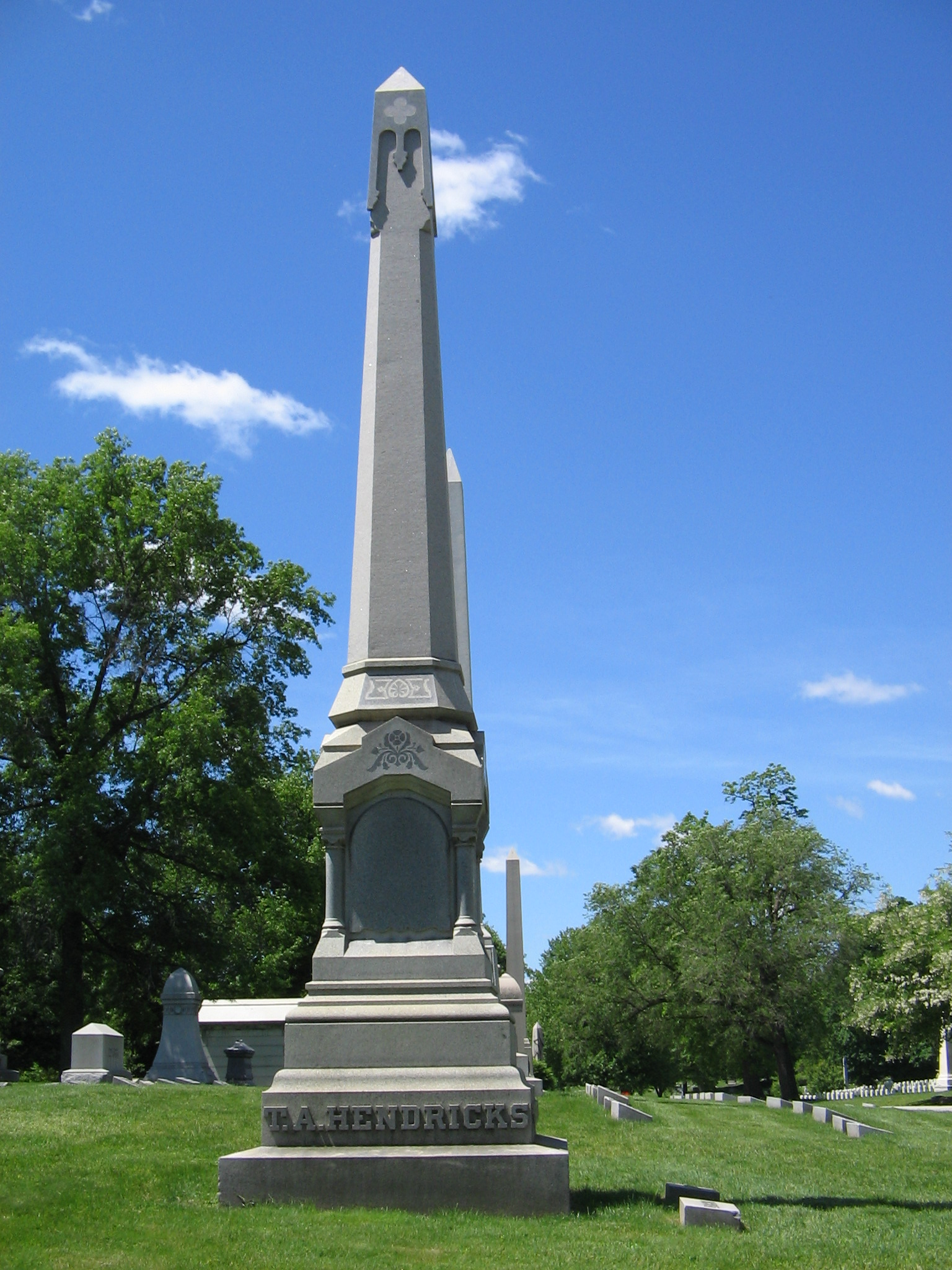
인디애나폴리스에 있는 헨드릭스의 묘비

## 사후
헨드릭스의 사망은 클리블랜드의 대통령직으로 가능한 라이벌 캠프의 리더를 제거하였으나 또한 10년의 세월에 2번째로 3년 이상 동안 부통령의 국가를 박탈하여 대통령 계승의 문제에 관한 근심들을 증가시켰다. 만약 클리블랜드가 죽어야 한다면 누가 대통령이 되어야 하나? 1792년의 대통령 계승법은 상원의 임시 회장과 하원의 의장이 그 목적에 승계해야 하는 것을 마련하였다. 양의원들이 헨드릭스의 갑작스런 사망 당시 비어 있었던 이래 클리블랜드의 당원들보다 야당의 당원들과 함께 이 직무들의 하나가 곧 채워질 것이라는 의심이 있었고, 민주당원들이 하원을 지배한 동안 공화당원들은 상원을 지배하였다. 매사추세츠주의 공화당 상원 조지 F. 호어의 추천에 1886년에 의회는 그들의 계급의 순서로 내각 임원들의 호의에 승계의 방향으로부터 의회 임원들을 제거한 법률을 채택하였다. 이 제도는 대통령의 사망이 다시 거의 전체의 기간을 위하여 부통령직을 열었을 때 1947년까지 우세하였으며 문제로 또다른 재평가와 다른 해결을 자극하였다.
클리블랜드 대통령이 1888년 재선을 위하여 나갔을 때 민주당원들은 헨드릭스를 위한 대체를 선택해야 했다. 영예는 전 오하이오주 상원 앨런 G. 서먼에게 갔다. 이대 클리블랜드는 인디애나주 공화당원 벤저민 해리슨 상원을 향하였다. 공천 후보에 헨드릭스가 없이 민주당원들은 인디애나주를 얻는 데 실패하였다. 클리블랜드가 일반 투표의 과반수를 이겼어도 그는 대통령직에 그것과 함께 선거 인단을 패하였다.
헨드릭스의 사망은 베테랑 저널리스트 벤저민 펄리 푸어가 판단하면서 "불평을 품은 민주당원들이 막강한 반대로 결정화할 수 있었던 자의 주위에 공무원을 제거하였다"면서 헨드릭스를 위하여 공식 마차에 5번째 바퀴로서 해니벌 햄린이 묘사한 것으로 받아들이는 데 처분되지 않았다.

## 역대 선거 결과
| 선거명      | 직책명                        | 대수 | 정당   | 득표율  | 득표수 (선거인단)   | 결과 | 당락                     |
| ----------- | ----------------------------- | ---- | ------ | ------- | ------------------- | ---- | ------------------------ |
| 1851년 선거 | 하원의원 (인디애나 제5선거구) | 32대 | 민주당 | 62.05%  | 9,062표             | 1위  | 인디애나주 하원의원 당선 |
| 1852년 선거 | 하원의원 (인디애나 제6선거구) | 33대 | 민주당 | 53.59%  | 8,240표             | 1위  | 인디애나주 하원의원 당선 |
| 1854년 선거 | 하원의원 (인디애나 제6선거구) | 34대 | 민주당 | 48.59%  | 9,286표             | 2위  | 낙선                     |
| 1860년 선거 | 인디애나 주지사               | 13대 | 민주당 | 48.11%  | 126,767표           | 2위  | 낙선                     |
| 1862년 선거 | 상원의원 (인디애나 제1부)     | 38대 | 민주당 | 100.00% | 1표                 | 1위  | 인디애나주 상원의원 당선 |
| 1868년 선거 | 인디애나 주지사               | 15대 | 민주당 | 49.87%  | 170,602표           | 2위  | 낙선                     |
| 1872년 선거 | 인디애나 주지사               | 16대 | 민주당 | 50.12%  | 189,424표           | 1위  | 인디애나 주지사 당선     |
| 1872년 선거 | 미국의 대통령                 | 18대 | 민주당 | 0%      | 0표 (42명)          | 2위  | 낙선                     |
| 1876년 선거 | 미국의 부통령                 | 18대 | 민주당 | 50.92%  | 4,286,808표 (184명) | 2위  | 낙선                     |
| 1884년 선거 | 미국의 부통령                 | 21대 | 민주당 | 48.85%  | 4,914,482표 (219명) | 1위  | 미국의 부통령 당선       |